# Stenogobius fehlmanni
Stenogobius fehlmanni es una especie de pez de la familia de los Gobiidae en el orden de los Perciformes.

## Morfología
Los machos pueden llegar a alcanzar los 7,5 cm de longitud total.

## Hábitat
Es un pez  de clima tropical y demersal.

## Distribución geográfica
Se encuentra en Oceanía: República de Palau y Yap (Micronesia ).

## Observaciones
Es inofensivo para los humanos.